# Дибериллийниобий
Дибериллийниобий — бинарное неорганическое соединение, интерметаллид
ниобия и бериллия
с формулой NbBe2,
кристаллы.

## Получение
- Спекание стехиометрических количеств чистых веществ:

{\displaystyle {\mathsf {Nb+2Be\ {\xrightarrow {1350-1500^{o}C}}\ NbBe_{2}}}}

## Физические свойства
Дибериллийниобий образует серые кристаллы
кубической сингонии,
пространственная группа F d3m,
параметры ячейки a = 0,6535 нм, Z = 8,
структура типа димедьмагний MgCu2
.
Соединение образуется по перитектической реакции при 1630°С .
При температуре 2,15 К переходит в сверхпроводящее состояние .

## Химические свойства
- Разлагается при нагревании:

{\displaystyle {\mathsf {3NbBe_{2}\ {\xrightarrow {>1630^{o}C}}\ 2NbBe_{3}+Nb}}}